# Enrique I de Oldemburgo-Wildeshausen
Enrique I fue un príncipe de la casa de Oldemburgo nacido hacia el año 1122 y muerto en 1167. Fue conde de Oldemburgo-Wildeshausen de 1142 hasta su muerte.

## Biografía
Enrique I fue el hijo del conde de Oldemburgo Egilmar II y de su esposa Eilika de Werle-Rietberg. Sucedió a su padre junto a su hermano Cristián. Los territorios de la familia se dividieron entre los dos hermanos: Cristián conservaría Oldemburgo, mientras que Enrique recibiría Wildeshausen fundando la rama de Oldemburgo-Wildeshausen. No parece que participara en el conflicto entre u hermano y el duque de Sajonia Enrique el León.

## Matrimonio y descendencia
Enrique I se casó con Salomé de Güeldres, hija del conde Gerardo II de Güeldres. Tuvieron cinco hijos:
- Enrique II (m. en 1197), conde de Oldemburgo-Wildeshausen;
- Otón (m. en 1217), obispo de Münster.
- Gerardo (m. en 1219), obispo de Osnabrück luego arzobispo de Bremen;
- Beatriz (m. h. 1224), abadesa de Bassum.
- una hija (m. después de 1167), casó con el conde Viduquindo de Stumpenhausen.